# Oisseau-le-Petit
Oisseau-le-Petit est une commune française, située dans le département de la Sarthe en région Pays de la Loire, peuplée de 671 habitants.
La commune fait partie de la province historique du Maine.

## Géographie
| Bérus, Gesnes-le-Gandelin | Bérus, Béthon    | Béthon   |
| Gesnes-le-Gandelin        | Oisseau-le-Petit | Chérisay |
| Fyé                       | Fyé              | Fyé      |

### Climat
Pour des articles plus généraux, voir Climat des Pays de la Loire et Climat du Val-d'Oise.
En 2010, le climat de la commune est de type climat océanique dégradé des plaines du Centre et du Nord, selon une étude du CNRS s'appuyant sur une série de données couvrant la période 1971-2000. En 2020, Météo-France publie une typologie des climats de la France métropolitaine dans laquelle la commune est dans une zone de transition entre le climat océanique et le climat océanique altéré et est dans la région climatique  Normandie (Cotentin, Orne), caractérisée par une pluviométrie relativement élevée (850 mm/a) et un été frais (15,5 °C) et venté. 
Pour la période 1971-2000, la température annuelle moyenne est de 10,7 °C, avec une amplitude thermique annuelle de 14,2 °C. Le cumul annuel moyen de précipitations est de 742 mm, avec 12,1 jours de précipitations en janvier et 7,4 jours en juillet. Pour la période 1991-2020, la température moyenne annuelle observée sur la station météorologique de Météo-France la plus proche, « Deauville », sur la commune de Deauville à 5 376 km à vol d'oiseau, est de 0,0 °C et le cumul annuel moyen de précipitations est de 0,0 mm,. Pour l'avenir, les paramètres climatiques de la commune estimés pour 2050 selon différents scénarios d'émission de gaz à effet de serre sont consultables sur un site dédié publié par Météo-France en novembre 2022.

## Urbanisme

### Typologie
Au 1er janvier 2024, Oisseau-le-Petit est catégorisée commune rurale à habitat dispersé, selon la nouvelle grille communale de densité à sept niveaux définie par l'Insee en 2022.
Elle est située hors unité urbaine. Par ailleurs la commune fait partie de l'aire d'attraction d'Alençon, dont elle est une commune de la couronne,. Cette aire, qui regroupe 89 communes, est catégorisée dans les aires de 50 000 à moins de 200 000 habitants,.

### Occupation des sols
L'occupation des sols de la commune, telle qu'elle ressort de la base de données européenne d’occupation biophysique des sols Corine Land Cover (CLC), est marquée par l'importance des territoires agricoles (78,7 % en 2018), en diminution par rapport à 1990 (80,2 %). La répartition détaillée en 2018 est la suivante : 
terres arables (52,4 %), prairies (26,4 %), forêts (8,4 %), zones urbanisées (7,7 %), mines, décharges et chantiers (5,1 %). L'évolution de l’occupation des sols de la commune et de ses infrastructures peut être observée sur les différentes représentations cartographiques du territoire : la carte de Cassini (XVIIIe siècle), la carte d'état-major (1820-1866) et les cartes ou photos aériennes de l'IGN pour la période actuelle (1950 à aujourd'hui).

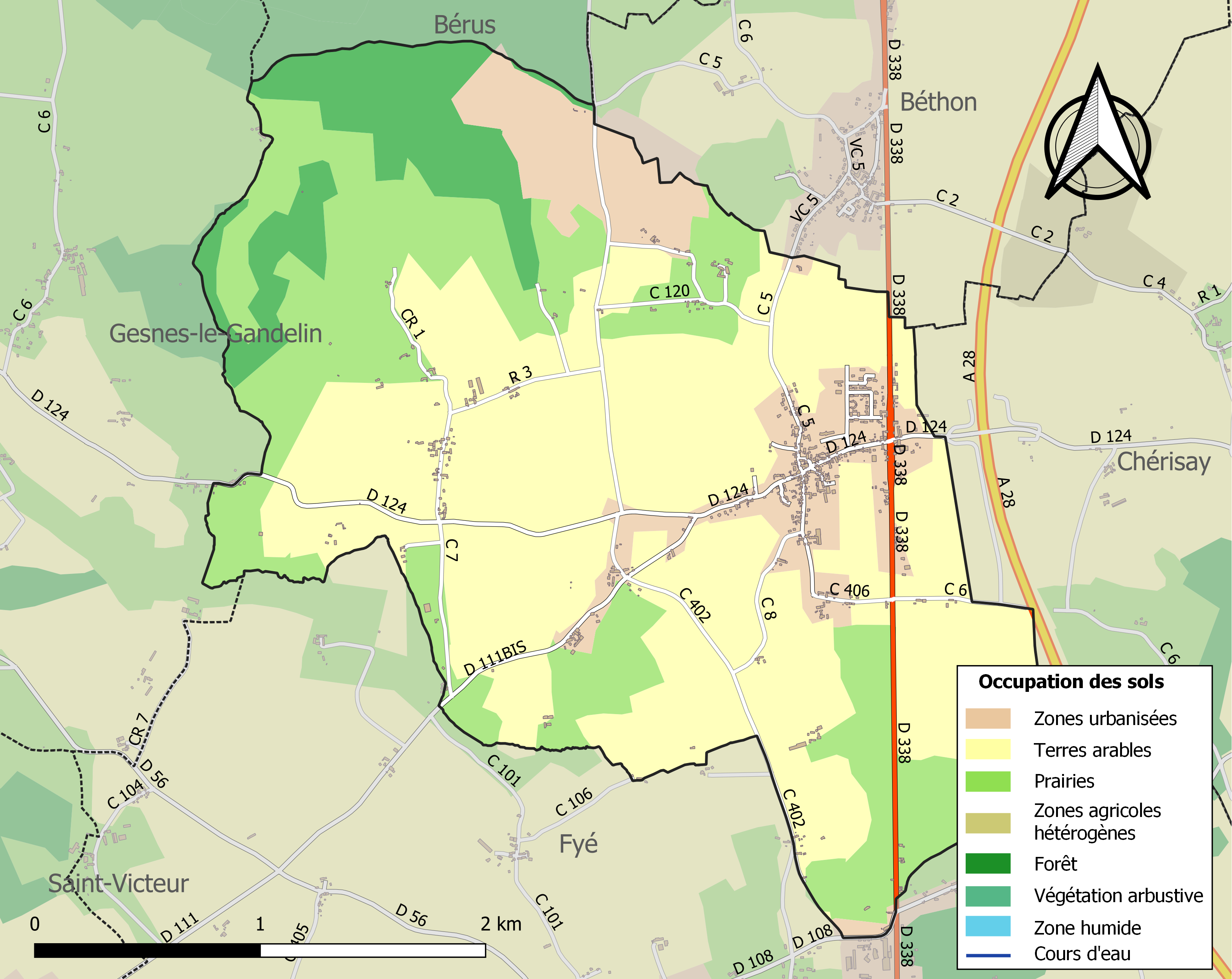
Carte des infrastructures et de l'occupation des sols de la commune en 2018 (CLC).

## Toponymie

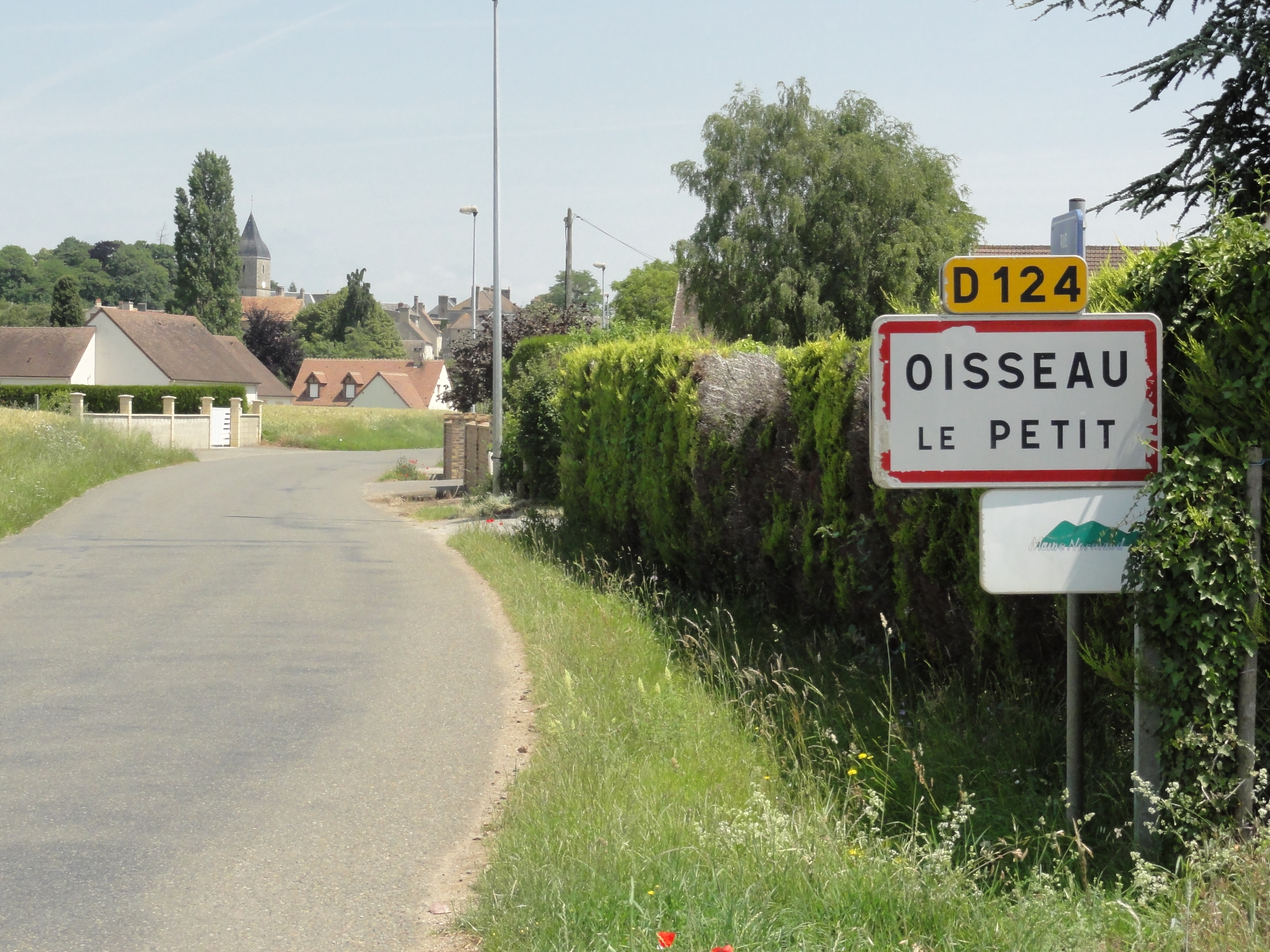
Entrée d'Oisseau-le-Petit

Le nom d’Oisseau est mentionné sous la forme latinisée Oxellum au IXe siècle et appartient à toute une série de noms de ce type comme Oissel, Ussel, Usseau, etc. qui font référence à des lieux de culte païen, comme le montrent des inscriptions celto-latines découvertes ici et là :
Deo Marti ocello  (Carlisle, Angleterre)
Deo Uxello  (Bibl. nat. Bronze)
 Ocello Vellauno (Evans)
Jovi optimo maximo uxellimo  (Allemagne)
Le mot sert apparemment à qualifier une « haute divinité », sur la base du gaulois uxsello-, cf. irlandais uasal, breton uhel, gallois uchel, du celtique commun *upselo-, termes signifiant précisément « haut ».
Le gentilé est Oxellois.

## Histoire

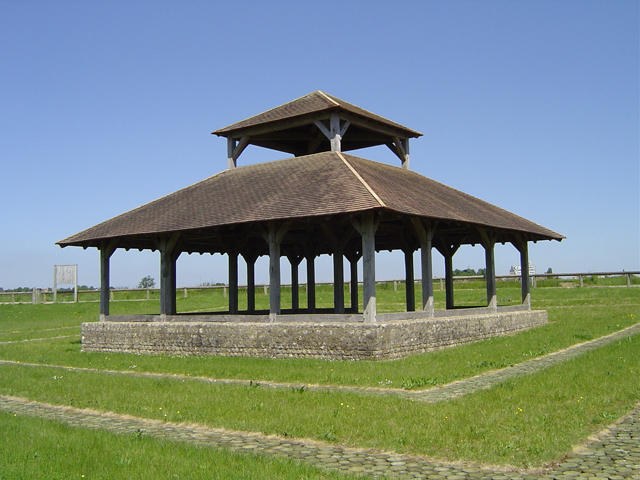
Le fanum.

Un fanum a été reconstitué d'après les substructions dégagées par des fouilles archéologiques.

## Politique et administration
| Période                                  | Période   | Identité           | Étiquette | Qualité     |
| ---------------------------------------- | --------- | ------------------ | --------- | ----------- |
| ?                                        | mars 2001 | Jean-Pierre Lafont |           |             |
| mars 2001                                | mars 2008 | Simone Prunier     |           |             |
| mars 2008                                | mars 2014 | Gilbert Bourgoin   | SE        |             |
| mars 2014                                | En cours  | Patrick Goyer      | SE        | Ambulancier |
| Les données manquantes sont à compléter. |           |                    |           |             |

Le conseil municipal est composé de quinze membres dont le maire et trois adjoints.

### Facilités publiques

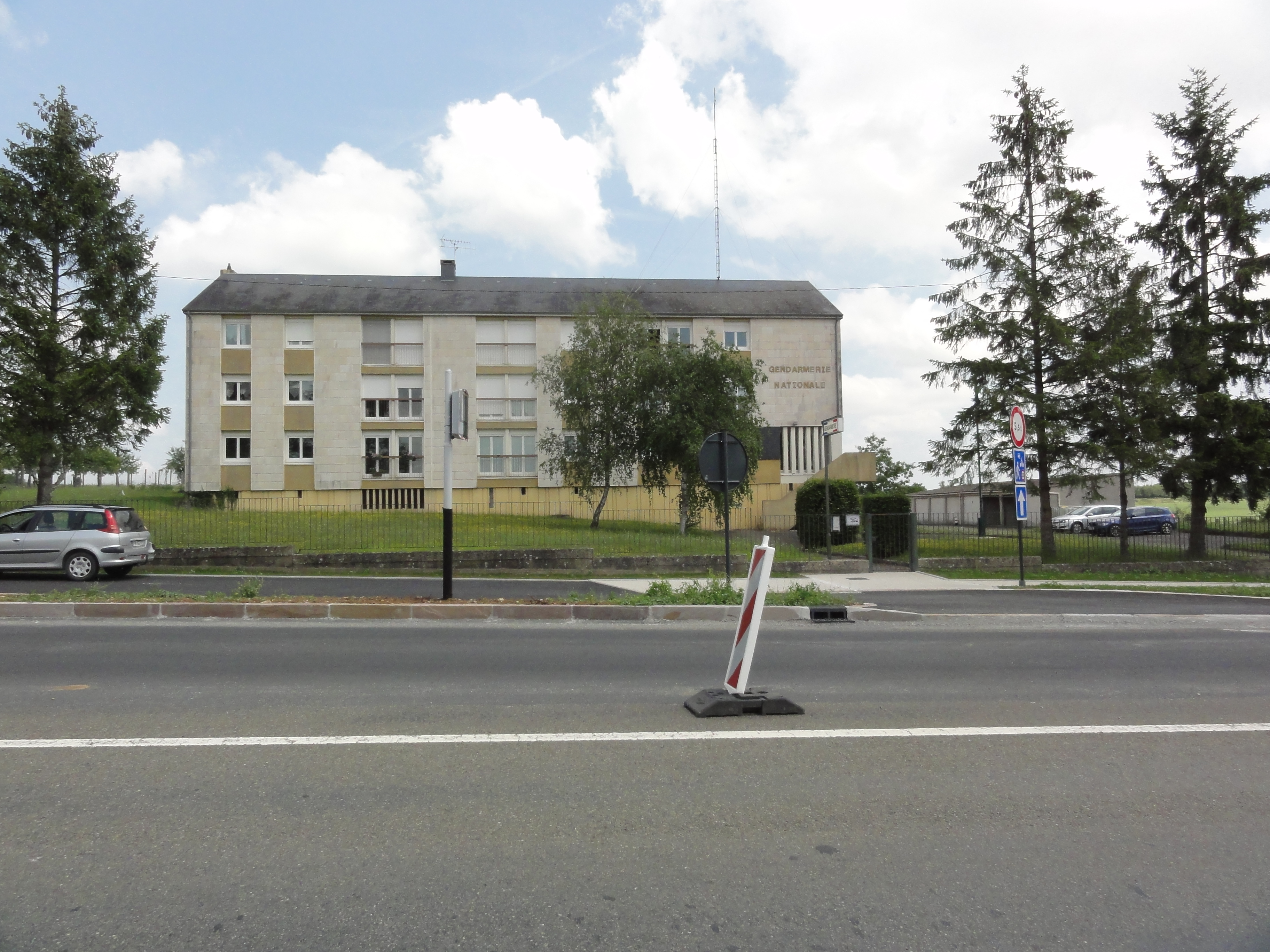
Bâtiment de la gendarmerie nationale.

- Gendarmerie Nationale.
- Agence de poste.

## Démographie
L'évolution du nombre d'habitants est connue à travers les recensements de la population effectués dans la commune depuis 1793. Pour les communes de moins de 10 000 habitants, une enquête de recensement portant sur toute la population est réalisée tous les cinq ans, les populations de référence des années intermédiaires étant quant à elles estimées par interpolation ou extrapolation. Pour la commune, le premier recensement exhaustif entrant dans le cadre du nouveau dispositif a été réalisé en 2005.
En 2022, la commune comptait 671 habitants, en évolution de +0,9 % par rapport à 2016 (Sarthe : −0,25 %, France hors Mayotte : +2,11 %).
Oisseau-le-Petit a compté jusqu'à 1 148 habitants en 1861.
| 1793 | 1800 | 1806 | 1821 | 1831 | 1836  | 1841  | 1846  | 1851  |
| ---- | ---- | ---- | ---- | ---- | ----- | ----- | ----- | ----- |
| 757  | 760  | 904  | 878  | 939  | 1 000 | 1 005 | 1 118 | 1 144 |

| 1856  | 1861  | 1866  | 1872  | 1876 | 1881 | 1886 | 1891 | 1896 |
| ----- | ----- | ----- | ----- | ---- | ---- | ---- | ---- | ---- |
| 1 115 | 1 148 | 1 104 | 1 004 | 927  | 794  | 772  | 738  | 723  |

| 1901 | 1906 | 1911 | 1921 | 1926 | 1931 | 1936 | 1946 | 1954 |
| ---- | ---- | ---- | ---- | ---- | ---- | ---- | ---- | ---- |
| 681  | 677  | 652  | 586  | 581  | 592  | 545  | 532  | 565  |

| 1962 | 1968 | 1975 | 1982 | 1990 | 1999 | 2005 | 2006 | 2010 |
| ---- | ---- | ---- | ---- | ---- | ---- | ---- | ---- | ---- |
| 592  | 569  | 602  | 615  | 641  | 679  | 672  | 686  | 704  |

| 2015 | 2020 | 2022 | - | - | - | - | - | - |
| ---- | ---- | ---- | - | - | - | - | - | - |
| 663  | 669  | 671  | - | - | - | - | - | - |

### Vie associative
- Salle polyvalente à côté du presbytère.
- Centre social de la Haute Sarthe, anciennement centre social rural du canton de St.Paterne

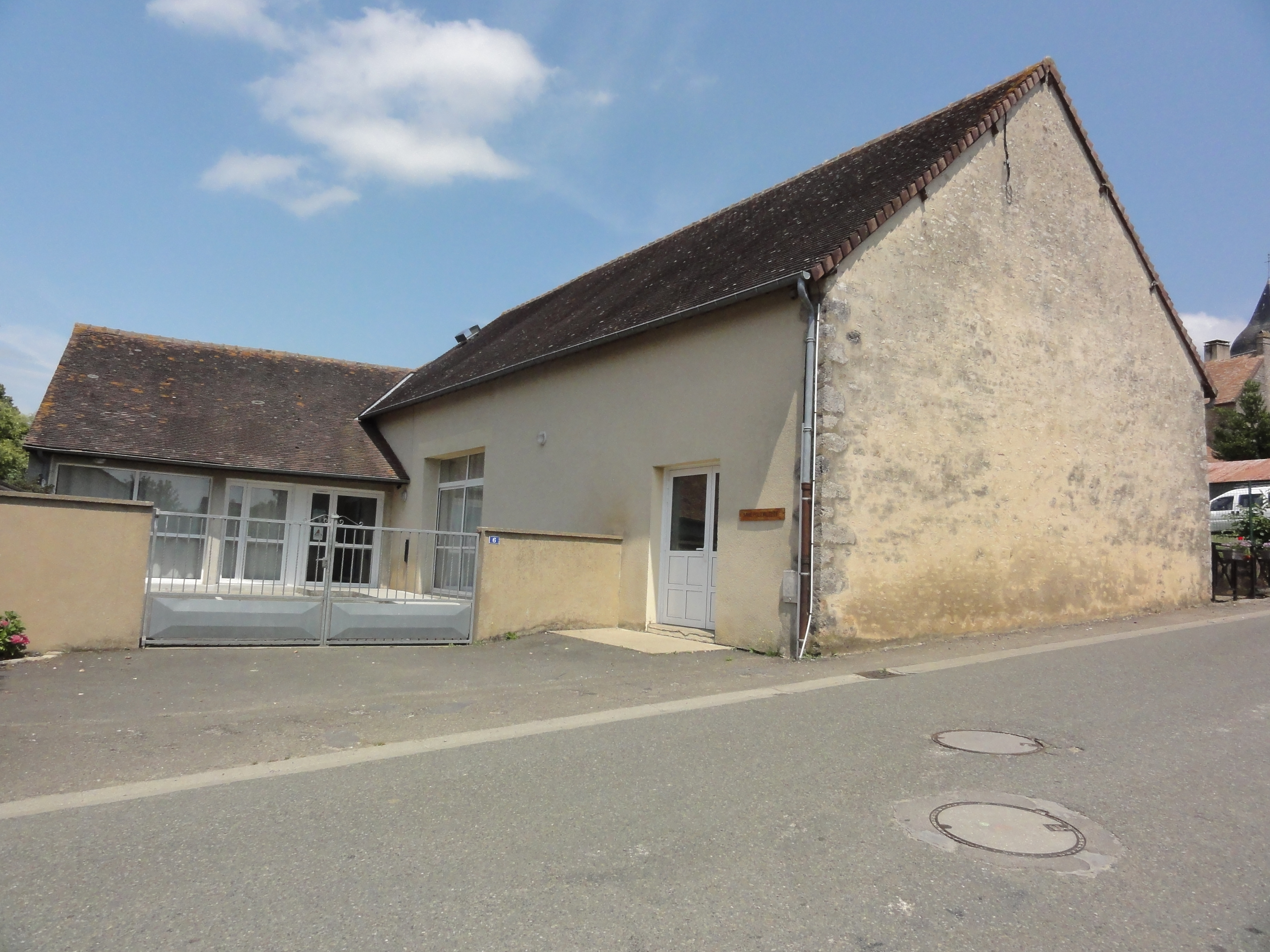
Salle polyvalente.
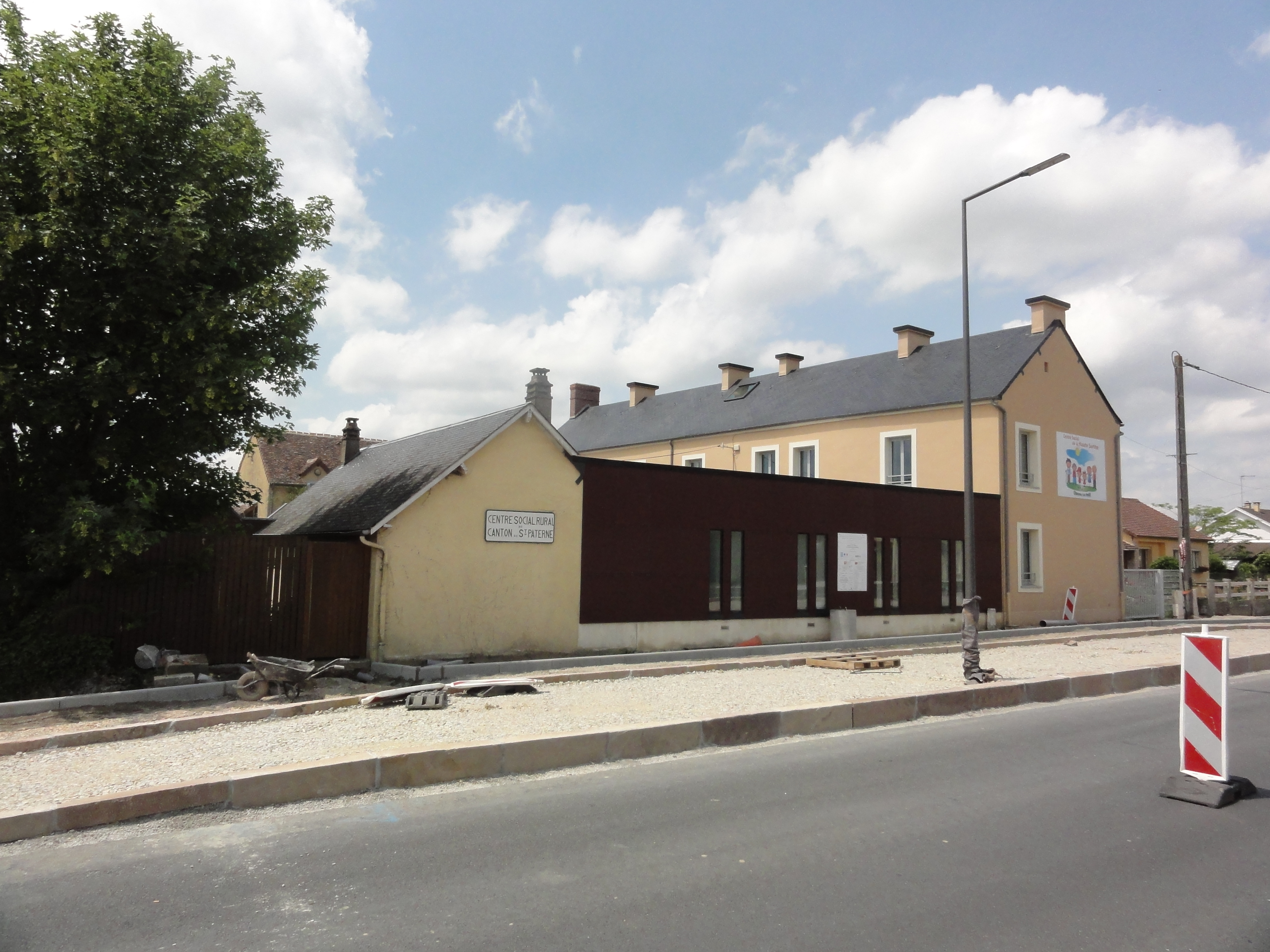
Centre social de la Haute Sarthe.

### Sports
- Stade de foot dans la Rue du Stade L'Union sportive d'Oisseau-le-Petit fait évoluer deux équipes de football en divisions de district[21].
- Boulodrome
- Possibilité de football en salle.

## Enseignement
La commune d'Oisseau-le-Petit dépend de la zone A de l'Académie de Nantes.
Oisseau-le-Petit possède une école primaire et maternelle.
Une Halte-garderie les Pitchoun'S est installé dans le Centre Social Rural du Canton de St Paterne.

## Lieux et monuments
- Église Saint-Pierre, du milieu du XIXe siècle (de 1856 ou 1858).
- Fanum, vestige gallo-romain, classé au titre des Monuments historiques depuis le 23 janvier 1987[22].
- Presbytère des XVe et XIXe siècles, dont la tourelle d'escalier sud et la cheminée du grand salon sont inscrites au titre des Monuments historiques depuis le 29 décembre 1977[23].
- Monument aux morts
- Lavoir de la Fontaine.

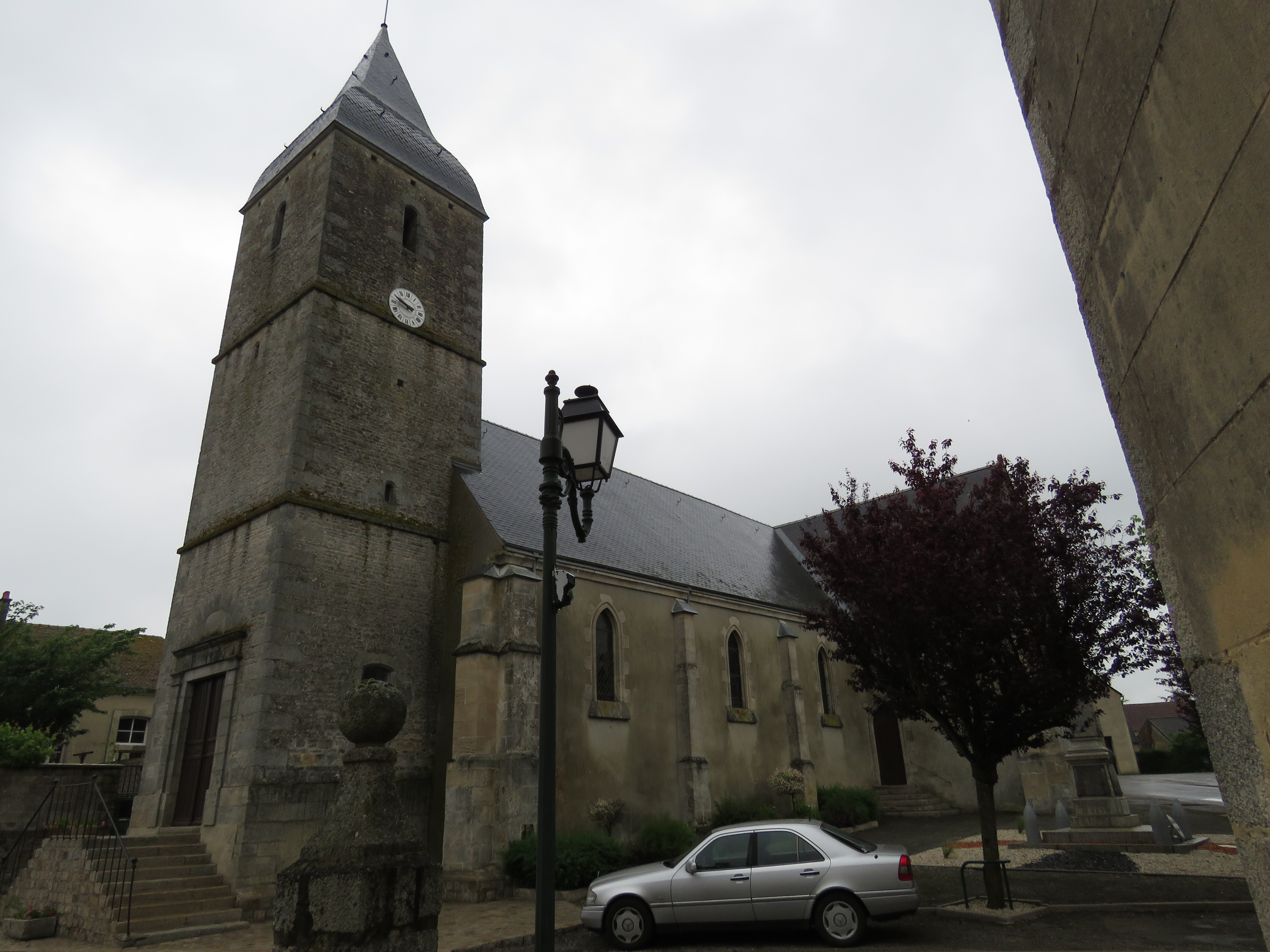
Église Saint-Pierre
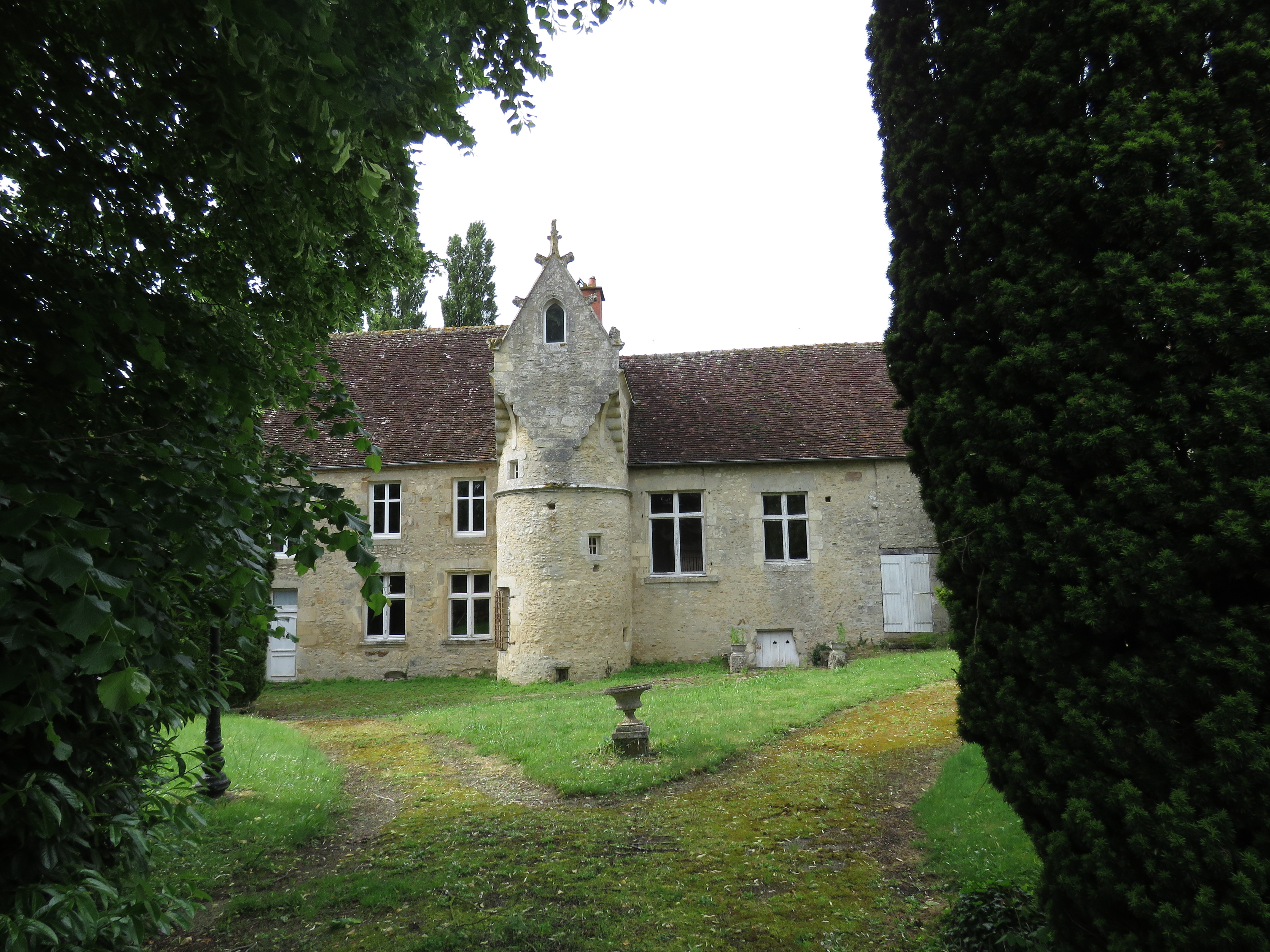
Presbytère
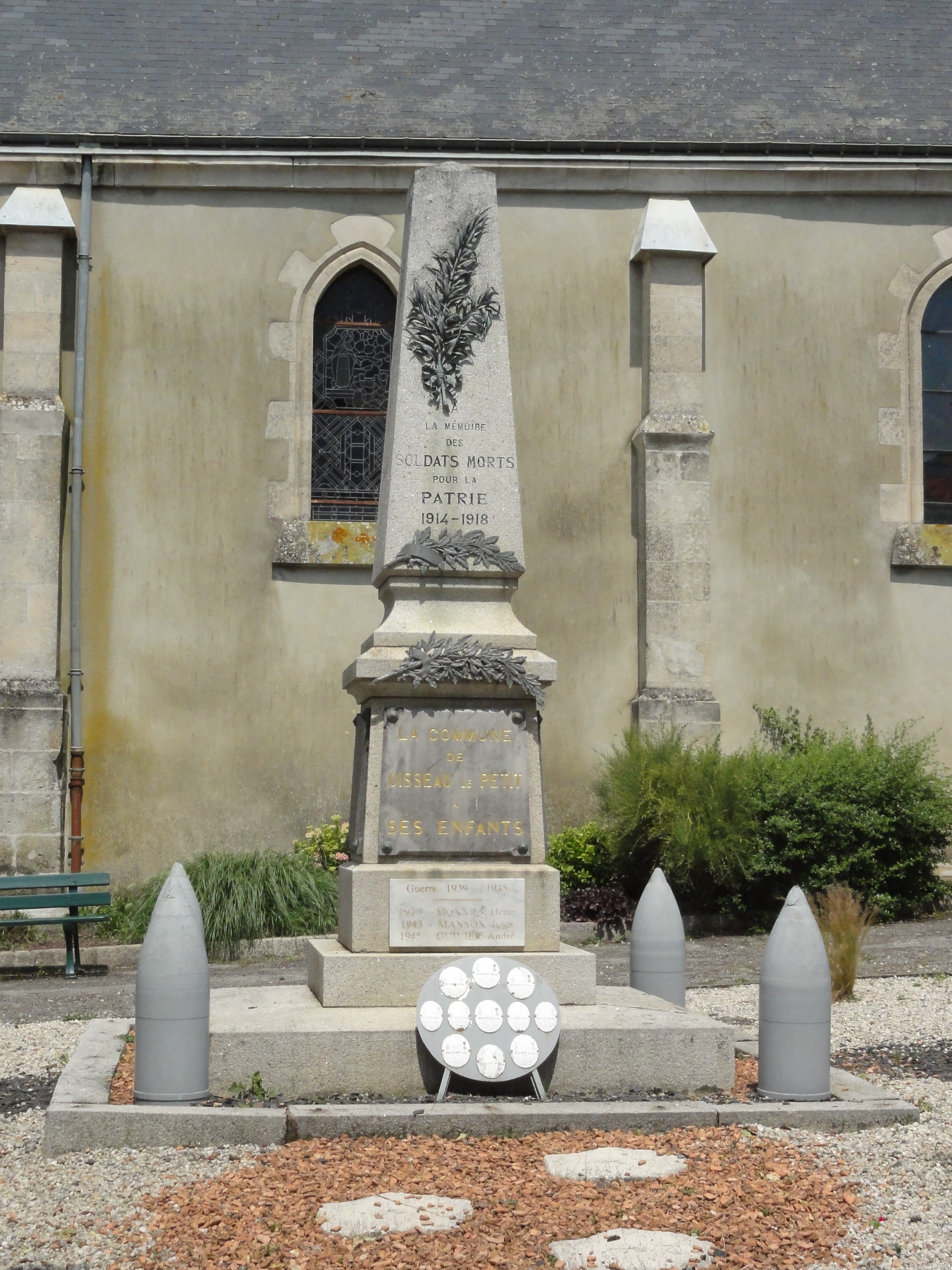
Monument aux morts